# Mezanin

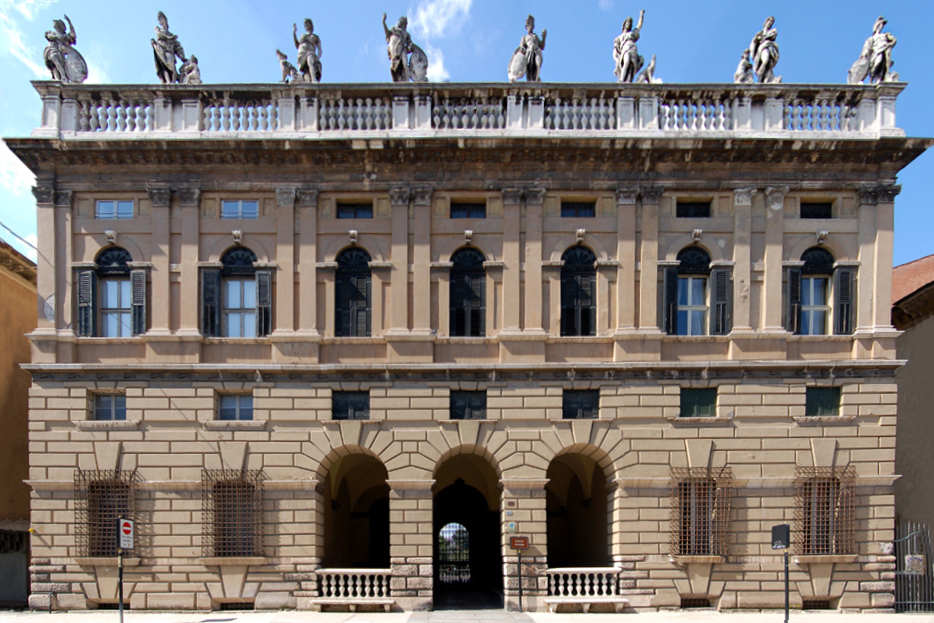
Faţada Palatului Canossa din Verona, proiectat de Michele Sanmicheli. Se poate observa mezaninul.

Mezaninul (cuvânt provenit din francezul mezzanine, derivat din italianul mezzano, „mijloc”) este un etaj mai scund situat între parterul și primul etaj al unei construcții. Mai poartă și denumirea de antresol (din francezul entresol).

## Vezi și
- Glosar de arhitectură